# Lugbara

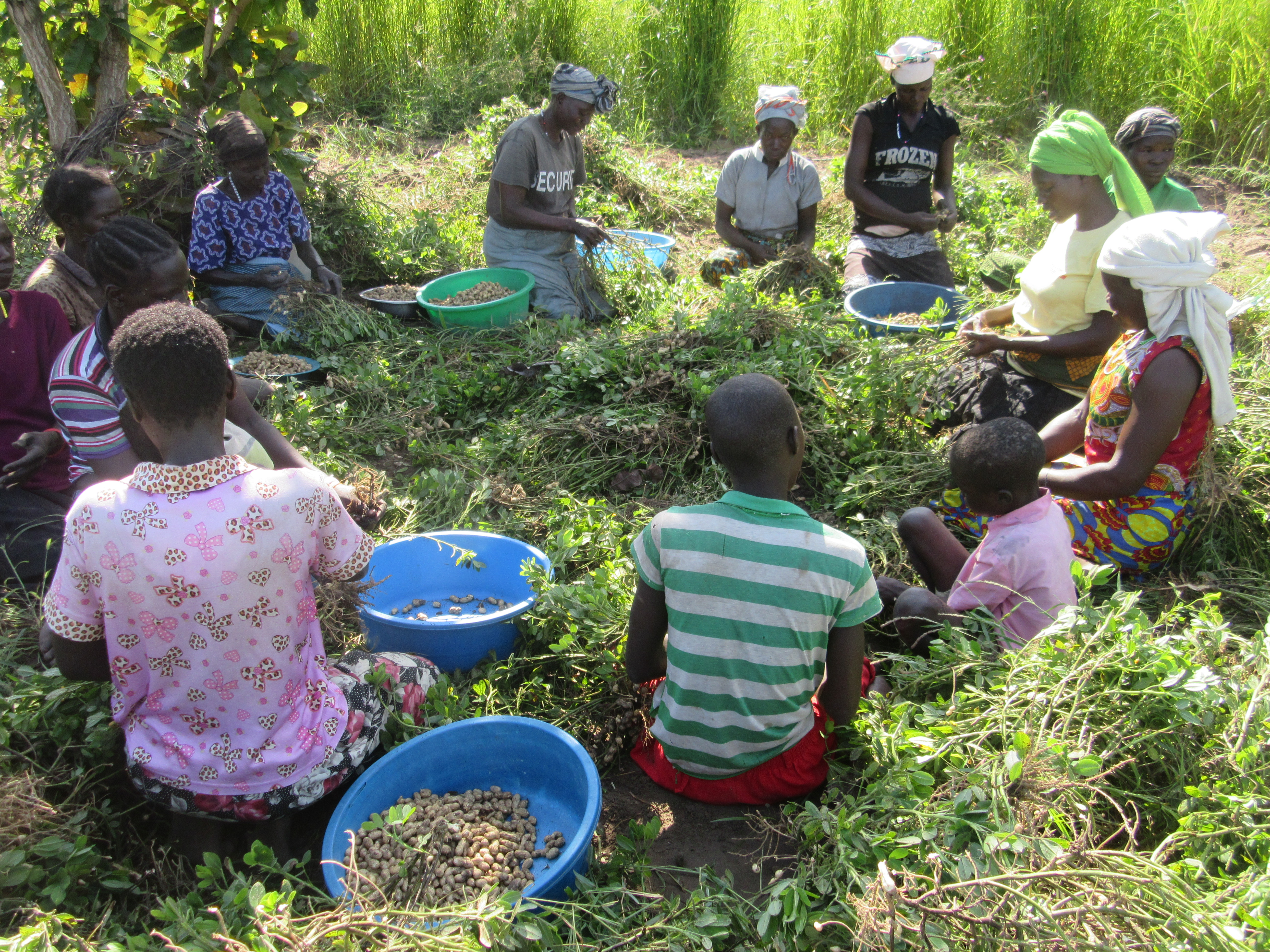
Lugbara Frauen in Uganda

Die Lugbara sind ein zentralsudanisches Volk Ugandas, das auch im Kongo lebt.
Insgesamt leben in Ostafrika 1,5 Millionen Lugbara, davon gemäß der ugandischen Volkszählung von 2002 1.022.059 in Uganda und 500.000 im Kongo.
Die Lugbara sprechen die gleichnamige Sprache, die eine zentralsudanische Sprache der nilosaharanischen Sprachfamilie ist.